# La Motte-Saint-Jean
La Motte-Saint-Jean là một xã ở tỉnh Saône-et-Loire trong vùng Bourgogne-Franche-Comté nước Pháp.

## Thông tin nhân khẩu
Theo điều tra dân số năm 1999, xã này có dân số 1.175 người.